# 温汤镇
温汤镇，是中华人民共和国江西省宜春市袁州区下辖的一个乡镇级行政单位。

## 行政区划
温汤镇下辖以下地区：
温泉社区、潭下村、田心村、刘坊村、彭坊村、社埠村、温汤村、谢坪村、仙巩村、下巩村、军背村、昌坑村和大布村。